# Mogamed Ibraguimov
Mogamed Ibraguimov –en macedonio, Могамед Ибрагимов; en azerí, Məhəmməd İbrahimov– (Majachkalá, URSS, 22 de julio de 1974) es un deportista macedonio de origen daguestano que compitió en lucha libre (hasta 1997 bajo la bandera de Azerbaiyán).
Participó en tres Juegos Olímpicos de Verano, obteniendo una medalla de bronce en Sídney 2000, en la categoría de 85 kg, el quinto lugar en Atlanta 1996 y el 19.º lugar en Atenas 2004.
Ganó una medalla de plata en el Campeonato Mundial de Lucha de 1998 y tres medallas en el Campeonato Europeo de Lucha entre los años 1995 y 1999.

## Palmarés internacional
| Representando a Azerbaiyán |                     |                   |           |
| Campeonato Europeo         |                     |                   |           |
| Año                        | Lugar               | Medalla           | Categoría |
| 1995                       | Friburgo (Alemania) | Medalla de oro    | 82 kg     |
| 1996                       | Budapest (Hungría)  | Medalla de oro    | 82 kg     |
| Representando a Macedonia  |                     |                   |           |
| Juegos Olímpicos           |                     |                   |           |
| Año                        | Lugar               | Medalla           | Categoría |
| 2000                       | Sídney (Australia)  | Medalla de bronce | 85 kg     |
| Campeonato Mundial         |                     |                   |           |
| Año                        | Lugar               | Medalla           | Categoría |
| 1998                       | Teherán (Irán)      | Medalla de plata  | 85 kg     |
| Campeonato Europeo         |                     |                   |           |
| Año                        | Lugar               | Medalla           | Categoría |
| 1999                       | Minsk (Bielorrusia) | Medalla de oro    | 85 kg     |